# Michel Laffargue
Pas d'image ? Cliquez ici

a Compétitions nationales et continentales officielles uniquement.

b Matchs officiels uniquement.
Michel Laffargue, né le 26 décembre 1953 à Marmande et mort le 14 décembre 2010 à Roanne, est un joueur français de rugby à XIII. Il évolue au poste d'ailier.
Au cours de sa carrière, il joue sous les couleurs de Tonneins, Villeneuve-sur-Lot et Roanne, et compte deux sélections en équipe de France.

## Palmarès
- Collectif :
  - Finaliste du Championnat de France : 1974 (Villeneuve-sur-Lot).

### Détails en sélection
| 1. | 11 octobre 1975 | Angleterre     | 2-48 | Coupe du monde | Ailier | - | - | - | - |
| 2. | 15 janvier 1978 | Pays de Galles | 7-29 | Coupe d'Europe | Ailier | - | - | - | - |